# Zvonko Krečak
Zvonko Krečak (Trsteno, 10. listopada 1942.), hrvatski fizičar i dopisni šahist

## Životopis
Rodio se u Trstenome. U Splitu je završio Učiteljsku školu. Omdha se zaposlio kao učitelj i četiri godine radio kao u osnovnim školama u Repušnici i Bjelini. Studirao eksperimentalnu fiziku na PMF u Zagrebu na kojem je diplomirao 1971. godine. Od te godine vježbenik u Laboratoriju za elektromagnetske i slabe interakcije Zavoda za eksperimentalnu fiziku Instituta »Ruđer Bošković«, od 1974. asistent. Od 1974. sve do 1986. asistent na PMF-u. Od 1975. do 78. nastavnik na Višoj tehničkoj školi »Rade Končar«. Doktorirao na zagrebačkom PMF-u 1994. tezom Mjerenje vremena poluživota prvopobuđenog stanja 205Pb. Od 1999. znanstveni suradnik i od 2004. viši znanstveni suradnik na IRB-u.
Znanstveni interes Zvonka Krečka su niskoenergijska eksperimentalna fizika čestica. Osobito se posvetio istraživanju rijetkih i neobičnih svojstava čestica mjerenjem niskoenergijskih i kutnih razdioba zračenja fotona, elektrona, α-čestica i teških iona. Usredotočio se na istraživanje prvopobuđenoga stanja jezgre 205Pb i potrage za Sunčevim aksionima s pomoću 57Fe, 7Li i 83Kr.
Objavljivao radove u zbornicima, sudionik znanstvenih skupova, u časopisima Fizika, Physical Review, Canadian Journal of Physics, Applied Radiation and Isotopes, Physics Letters, Radiation Physics and Chemistry, Nuclear Physics, Nuclear Instruments and Methods. Uz druge autore napisao priručnik Riješeni zadaci iz opće fizike. Napisao poglavlje u knjigama Analiza sigurnosti i pouzdanosti sistema i komponenata nuklearne elektrane.
Važan i kao šahist. Predsjednik Udruge dopisnih šahista Hrvatske od 1987. godine. 1997. je godine napisao knjigu Povijest hrvatskog šaha 1912. – 1997.
Najviši Elo imao je srpnja 1997. godine: 2220.
Službeni delegat Hrvatskog saveza dopisnog šaha u Međunarodnoj federaciji dopisnog šaha.

## Vanjske poveznice
- IRB Pregled po znanstveniku: Zvonko Krečak
- IRB Pregled po znanstveniku: Zvonko Krečak
- Zvonko Krečak na chessgames.com
- Zvonko Krečak na Chess Tempo
- Zvonko Krečak  Arhivirana inačica izvorne stranice od 22. siječnja 2018. (Wayback Machine) na Chess Gallery